# マスター・ワト
マスター・ワト（1997年3月13日 - ）は、日本の男性プロレスラー。大阪府池田市出身。新日本プロレス所属。血液型O型。本名及び旧リングネームは川人 拓来（かわと ひらい）。

## 来歴

### デビュー以前
箕面学園高等学校在学中の2013年10月12日、新木場1stRINGにて行われた新日本プロレス公開入門オーディションに参加し、合格を果たす。また地元のローカル団体に練習生として参加していた。
2015年3月に高校を卒業した後、同年4月に同団体に入寮する。

### 新日本プロレス

#### 2016年
2016年1月3日、約9ヶ月の練習生期間を経て、ディファ有明にて開催された大プロレス祭り2016の舞台で小松洋平（現・YOH）を相手にデビュー。試合は、小松の逆エビ固めで川人がギブアップ負けを喫した。10代でのデビューは新日本では1999年の柴田勝頼以来17年ぶりとなる。以後、同期の金光輝明と共に奮闘、新日本入門前に総合格闘技の経験を持ち、シャープな蹴り技をはじめ血気盛んなファイトで前座戦線を盛り上げる。
10月23日、Road to POWER STRUGGLE東金大会にてBONE SOLDIERと対戦。川人もこの試合で反則勝ちを収め、不本意ながらプロ初勝利を記録した。

#### 2017年
2017年10月から12月にかけて開催のヤングライオン杯で4勝1敗の準優勝。

#### 2018年～海外遠征へ
2018年1月22日後楽園ホール大会で壮行試合が行われ、翌2月より、メキシコのCMLLに無期限海外遠征することが決定した。
2月2日、アレナ・メヒコ金曜定期戦における6人タッグマッチでCMLLデビュー。現地でのリングネームは「カワトサン」。

#### 2019年
2019年6月30日、CMLLアレナ・メヒコ大会で行われたCMLL世界スーパーライト級王座決定戦でアウダスに勝利し、第11代王者となった。これがカワトサン自身初の王座戴冠であった。7月28日以降、怪我による欠場の為11月6日、CMLLはカワトサンのCMLL世界スーパーライト級王座を剥奪したと発表した。

#### 2020年
2020年1月1日、CMLL元日興行シンピエダ・アレナメヒコ大会でドゥルセ・ガルデニアとシングルマッチを闘う。試合は三本勝負のカベジェラ・コントラ・カベジェラで行われた。1本目はカワトサンがジャベでギブアップを奪って勝利。2本目はガルデニアにジャベでギブアップを奪い返され敗れる。3本目はベソでペースを奪われると、最後はスーパープレックスからカンパーナでギブアップを奪われ敗北、髪を丸坊主にされた。
2020年7月3日、開催中の「NEW JAPAN CUP 2020」興行中に放映されていた「グランドマスターを目指す」人物の紹介VTR（前日までは顔は伏せられていた）が川人であることが判明した。VTR中で「マスター・ワト」と発表され、ワトが登場した。ワトは、「プロレス界のグランドマスター。新日本プロレスの頂点を取りに行きます。」と宣言したところで、背後からDOUKIに鉄パイプで殴打され、セコンドの肩を借りて退場するという前代未聞の凱旋帰国となった。
11月15日、愛知県体育館（ドルフィンズアリーナ）から始まったBEST OF THE SUPER Jr.27に出場、結局4勝5敗でシリーズを終えた。

#### 2021年
11月13日、後楽園ホールから始まったBEST OF THE SUPER Jr.28に出場。しかし、4勝7敗でシリーズを終えることになった。

#### 2022年
2月11日、宮城・ゼビオアリーナ仙台で行われた「LECクリンぱっ！Presents 新春黄金シリーズ」第9戦のメインイベント第8試合にて、自身初となるIWGPジュニアヘビー級選手権試合にてチャンピオンのエル・デスペラードと対戦するも、試合はワトの完敗だった。
2月19日、北海道・北海道立総合体育センター 北海きたえーるで行われた「LECクリンぱっ！Presents 新春黄金シリーズ」第14戦、第6試合IWGPジュニアタッグ選手権試合4WAYマッチにおいて、ワトは田口隆祐とのタッグでチャンピオンのタイガーマスク＆ロビー・イーグルス組、金丸義信＆デスペラード組、エル・ファンタズモ＆石森太二組と対戦した。タイガーに対してワトも田口との合体技No.9を決めた後、田口の3カウントフォールにより勝利を収め、第69代王座に戴冠した。
5月15日、愛知県体育館（ドルフィンズアリーナ）から始まったBEST OF THE SUPER Jr.29に出場し、4勝5敗でシリーズを終えることとなった。
9月25日、兵庫・神戸ワールド記念ホールにて行われた「バーニング・スピリット」第7試合、パートナーである田口とIWGPジュニアタッグ王座の奪還を目指すも王者であるTJP＆フランシスコ・アキラ組に惜しくも敗戦。
10月10日、東京・両国国技館にて行われた「超実力派宣言」第6試合、欠場中のKUSHIDAに代わり現IWGPジュニアヘビー級王者である石森太二とスペシャルシングルマッチが組まれ、レシエンテメンテⅡで勝利を収めた。
10月11日、2023年1月4日東京・東京ドームにて行われる、「WRESTLE KINGDOM 17 in 東京ドーム」の第一弾対戦カード発表記者会見でIWGPジュニアヘビー級王座選手権試合4WAYマッチ（王者石森太二 VS. マスター・ワト、高橋ヒロム、エル・デスペラード）が決定した。

#### 2023年

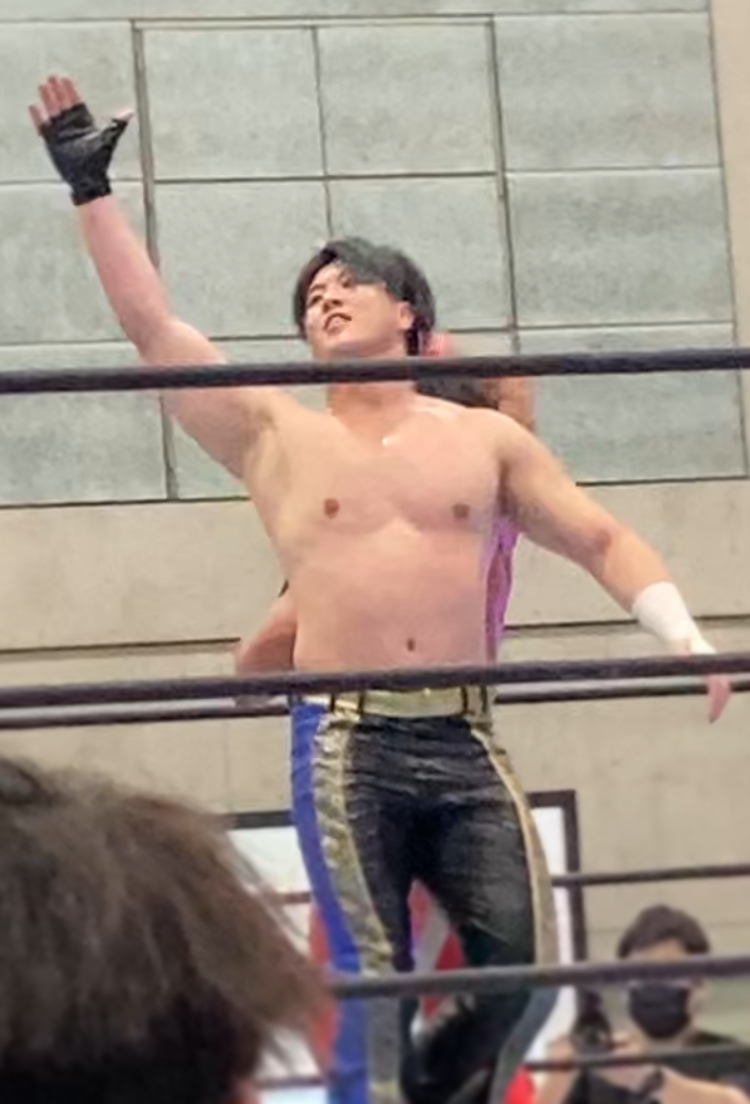
2023-04-30

3月1日、東京・後楽園ホール大会にて開催の『ジュニア夢の祭典 〜ALL STAR Jr. FESTIVAL 2023〜』ではメインイベントを務め、青柳亮生に勝利。
同年のBEST OF THE SUPER Jr.では、Bブロックを7勝2敗で突破すると、準決勝ではマイク・ベイリー、決勝戦ではティタンを撃破し初優勝を果たした。

## 得意技

### フィニッシュ・ホールド
RPP
コーナートップから飛んで前方270度回転＋横360度回転し、倒れている相手にセントーン。現在のワトのフィニッシュ・ホールド。
AJスタイルズ のスパイラル・タップと同型。技名の意味に関しては2020年現在、未だ「秘密」としている。凱旋帰国以降に使用。
レシエンテメンテ
前傾姿勢にした相手の左腕を右膝裏に引っ掛けて右腕をフックした状態で担ぎ上げ、前方に倒れ込むことで相手を前方回転させながら、後頭部からマットに叩きつける前から落とす高角度十字固め。凱旋後に使用開始したワトの得意技のひとつ。
レシエンテメンテII（セグンド）
相手の背後から右腕をハーフネルソンに捕らえ、持ち上げた相手を後頭部から落としながら相手の左腕を自分の両脚で固めることで、十字架固めの形で相手を叩きつける、さらに高角度になったレシエンテメンテ。
2022年10月の両国大会で初披露され、当時のIWGPジュニア王者石森太二から3カウントを奪った。
通天閣ジャーマンスープレックスホールド
繰り出す姿勢と高さに定評があり、BEST OF THE SUPER Jr.29では解説のミラノコレクションA.T、鷹木信悟らから、出身の大阪府の様々な名所にちなんだ名前をつけられていた。
あくまで非公式での通称であったが、2023年1月に自身のTwitterで「通天閣ジャーマン」について言及、この頃より公式化した。
繋ぎ技としての仕様が主であったが、BEST OF THE SUPER Jr.30ではフィニッシャーとして公式戦の多くをこの技で勝利している。
ベンダバール
変形のゆりかもめで、相手の両腕をロックして首を締め付ける技。
TTD
ワトの師でもある天山のオリジナルホールド。天山も凱旋帰国直後のワトの試合を絶賛しており、互いに関西圏の生まれであることからバックアップを約束され、伝授された。
ダイビングフット・スタンプ
カワトサン時代のCMLL参戦時に使用した技。この技でピンフォール勝ちを収めたことがある。
変形垂直落下式リバース・ブレーンバスター
リバース・ブラディ・サンデーと同じ技。
リバースDDTの体勢から片手で相手のタイツを掴んで相手を逆さまの状態に担ぎ上げ、そこから一気に脳天からマットに叩きつける技。変型の垂直落下式リバース・ブレーンバスター。

### 打撃技
エルボー
エルボー・スタンプ
エルボースマッシュ
スワンダイブアッパーカット
バックエルボー
張り手
逆水平チョップ
チョップ・スマッシュ
ローリング袈裟斬りチョップ
裏拳
クローズライン
延髄斬り
ドロップキック
スクリュー・ハイキック、旋風脚
メキシココークスクリュー・ハイキックのように、立っている相手に向い一回転しながらの延髄斬り。
バズソーキック
中腰の相手に放つ側頭部への回し蹴り。
各種蹴り技
ローキック、ミドルキック、ハイキック、ローリング・ソバット
回し蹴り
ミサイルキック
初期のワトのフィニッシュ・ホールド。回転式延髄斬りがフィニッシャーとなってからは、繋ぎ技として使用する。

### 投げ技
ジャンボ・スープレックス
パワーボムの体勢で相手を捕らえ、担ぎ上げると同時にそのまま後方へ豪快に反り投げ、相手を360°前方回転させて顔面からマットに叩きつける変形スープレックス。元祖は、かつて全日本女子プロレスで活躍したジャンボ堀である。
垂直落下ブレーンバスター
ブレーンバスター
雪崩式ブレーンバスター

### 関節技
カベルナリア
ロメロ・スペシャル
ジャベ
ボストンクラブ
ヤングライオン時代のワトのフィニッシュ・ホールド。
ハーフボストンクラブ
スワンダイブ式ティヘラ
変形クロスフィックス
アナコンダ・バイス
上記のTTD同様、師である天山から伝授された。

### 飛び技
トルニージョ
ノータッチトペコンヒーロ
「SUPER Jr. TAG LEAGUE 2021」ではコーナーポスト越えのトペコンヒーロを披露。

### フォール技
ジャックナイフ固め
ラ・カレテラ
仰向け状態の相手の両足を肩に掛け、両手で相手の両腕を押さえながら前方へとブリッジし、エビで固めてフォールを奪う変形のジャックナイフ式エビ固め。技名はスペイン語で「道」の意。ワトの得意とする丸め込み技の1つ。

### 合体技・連携技
田口隆祐
No.9
田口がどどんの体勢で担いだ相手にワトがコンプリートショットを放つ技。2022年2月7日の後楽園大会にて初披露された。

## タイトル歴
新日本プロレス
- IWGPジュニアタッグ王座 : 2回（第69、78代）（パートナーは田口隆祐→YOH）
- NEVER無差別級6人タッグ王座 : 1回（第31代）（パートナーは矢野通&YOH）
- BEST OF THE SUPER Jr. 優勝 : 1回（2023年）

CMLL
- CMLL世界スーパーライト級王座 : 1回（第11代）